# Webfejlesztő
A webfejlesztő olyan programozó, aki kliens-szerver modell segítségével fejleszt világhálós alkalmazásokat. Az alkalmazások általában HTML-t, CSS-t és JavaScriptet használnak a kliensben, és bármely általános célú programozási nyelvet a szerveren. A HTTP a kliens és a szerver közötti kommunikációra szolgál. A webfejlesztők szakosodhatnak kliensoldali alkalmazásokra (front-end webfejlesztés), szerveroldali alkalmazásokra (back-end fejlesztés) vagy mindkettőre (full-stack fejlesztés).

## Előfeltétel
A webfejlesztővé váláshoz nincsenek formális oktatási vagy licenckövetelmények. Azonban sok főiskola és kereskedelmi iskola kínál tanfolyamokat a webfejlesztés terén. Számos oktatóanyag és cikk is található, amelyek webfejlesztést tanítanak, gyakran szabadon elérhetőek az interneten – például JavaScriptről.
Annak ellenére, hogy nincsenek formális követelmények, a webfejlesztési projektekhez olyan ismeretekkel és készségekkel kell rendelkezniük a webfejlesztőknek, mint például:
- HTML, CSS és JavaScript használata[1]
- Programozás/kódolás/scriptelés a sok szerveroldali nyelv vagy keretrendszer egyikén
- Szerver-oldali / kliens-oldali architektúra és a fent említett kommunikáció megértése
- Adatbázis használatának képessége[2]

## Fordítás
Ez a szócikk részben vagy egészben a Web developer című angol Wikipédia-szócikk ezen változatának fordításán alapul.  Az eredeti cikk szerkesztőit annak laptörténete sorolja fel. Ez a jelzés csupán a megfogalmazás eredetét és a szerzői jogokat jelzi, nem szolgál a cikkben szereplő információk forrásmegjelöléseként.